# زنود الست
زنود الست أو اصابع الجلاش أو بريك صوابع فاطمة «رغم اختلاف الحشوة» هي نوع من الحلويات معروفة في سوريا والعراق تتكون من عجينة البقلاوة محشوة بالقشطة أو المهلبية ثم يرش عليها القليل من القطر أو الشيرة ثم يتم تزيينها بالفستق الحلبي المبروش، ويعود اصل حلويات زنود الست إلى مدينة كركوك وتشتهر بها بصورة خاصة بغداد.
كما تعرف بأسماء أخرى في مختلف مناطق الشرق الأوسط، مثل أصابع زينب في بلاد الشام
، أو صوابع زينب في مصر.

## المكونات
- عجينة أو عجينة البقلاوة.
- ماء ورد أو القليل من الهيل لإضافته إلى القطر أو الشيرة.
- قشطة.
- مقدار من القطر أو الشيرة.
- للتزيين فستق حلبي مبروش.

## المعلومات الغذائية

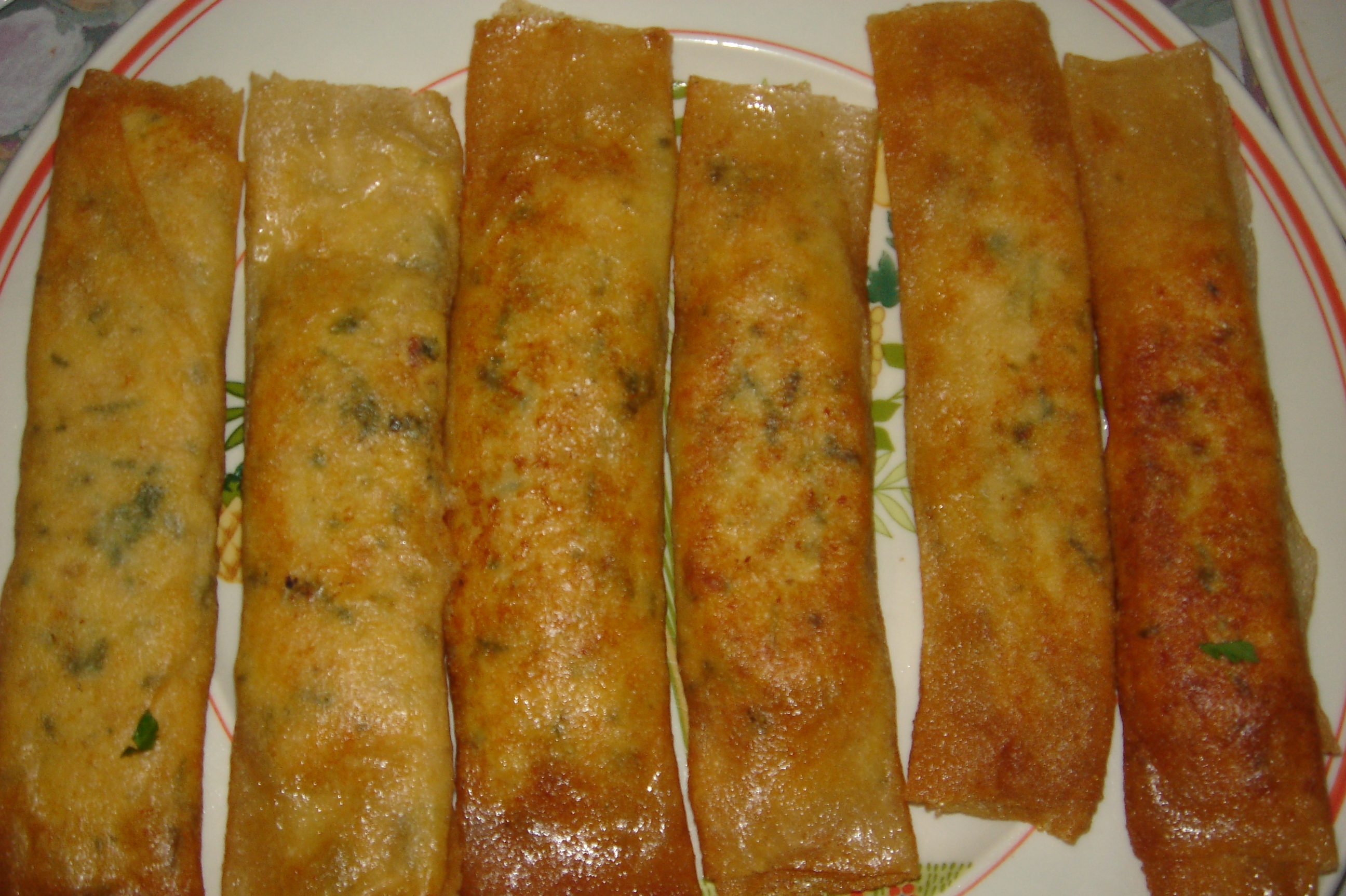
بريك صوابع فاطمة.

تحتوي حصّة زنود الست (80غ تقريباً) بحسب موقع شهية، على المعلومات الغذائية التالية:
- السعرات الحرارية: 491
- الدهون: 25
- الدهون المشبعة: 14
- الكوليسترول: 82
- الكاربوهيدرات: 65
- البروتينات: 4

وصفة زنود الست مع معلوماتها الغذائية